# Alonnisos Marine Nationalpark
Alonnisos Marine Nationalpark Nordlige  Sporader (græsk: Εθνικό Θαλάσσιο Πάρκο Αλοννήσου Βορείων Σποράδων, ΕΘΠΑΒΣ) blev grundlagt ved præsidentielt dekret den 16. maj 1992. Det var det første af sin slags i Grækenland og er i øjeblikket det største beskyttede havområde i Europa (ca. 2.260 km2). Udover havområdet omfatter parken øen Alonnisos, seks mindre øer (Peristera, Kyra Panagia, Gioura, Psathoura, Piperi og Skantzoura), samt 22 ubeboede holme og klippefremspring. Den ligger  i ø-gruppen nordlige Sporades, i det nordlige Ægæiske Hav. Der er en anden havpark i Grækenland, nemlig Zakynthos Marine Nationalpark.

## Historie
Den tyske zoolog og dyredokumentarist Thomas Schultze-Westrum, bemærkede efter en række udforskningsmissioner til øerne i 1976 den store økologiske og biologiske værdi og foreslog oprettelsen af et beskyttet område. Seks år senere accepterede de lokale fiskere på øen Alonnisos, efter høring, udsigten til at etablere en park i regionen og var forpligtet til at hjælpe med beskyttelsen. I 1986 udstedte Magnesia-præfekturets kontor den første ordre til at beskytte regionen, efterfulgt af beslutninger fra ministerierne for miljøanliggender, landbrug og handelsflåden. Den nydannede Mom NGO, sammensat af unge havbiologer, oprettede i 1990 et permanent arbejdsfelt i reservatets området og erhvervede forskningsfartøjet Ifaw-Odysseas for at hjælpe med systematisk overvågning af bestanden af Middelhavsmunkesæl (Monachus monachus), hvilket fortsatte frem til 2006. Et år senere etablerede de i Alonnisos det første sundhedscenter for arten i Middelhavet.
I 2007 indledte med støtte fra den tredje EU-fællesskabsstøtteramme de første skridt i driften af områdets beskyttelse. 

## Geografi

### Geologi
Kalksten dominerer øens overflader. Dens vigtigste kendetegn er de stejle klippeskråninger, der løber ned til havet, og hulerne, som er en vigtig del af munkesælens levested. Forskellige typer jord støder på, mens ferskvandskilder er knappe.

### Særlige forhold
Områdets geografiske isolation, dets morfologi, den begrænsede grad af menneskelig indblanding og den fremragende tilstand af det naturlige miljø gør parkens land- og havområder til et ideelt levested for mange truede arter af planter og dyr

### Flora
Øerne er dækket af middelhavsnåleskov og maki-vegetation såsom jordbærtræet, nåletræer, lyng, stenved, korsved kermeseg, ofte i form af trælignende buske, og træer såsom ahorn, den vilde oliven,  fønikisk enebær og det sjældne træ amelanchier chelmea. Biotopen Garrigue er også almindelig og rummer mange arter. Af særlig interesse er chasmofyterne med flere endemiske arter såsom Campanula reiseri, Linum gyaricum, Arenaria phitosiana og andre. Undersøiske havgræssenge af Posidonia oceanica, som er særligt vigtige for udviklingen af andre organismer og tilbageholdelse og kredsløb af  partikler og forskellige stoffer i havmiljøet, er vidt udbredt og i god stand.

### Fauna
Den marine Nationalparks område er et vigtigt levested for mange arter af fisk (ca. 300), fugle (op til 80 arter), krybdyr og også pattedyr. Bortset fra munkesælen er den røde koral (Corallium rubrum ), Eleonorafalk (Falco eleonorae), Audouins måge (Larus audouinii), topskarv (Gulosus aristotelis) og den vilde ged Gioura ( Capra aegagrus ), nogle af de mest karakteristiske sjældne arter at finde. Nogle af de fugle, der kan ses, er hønseørnen ( Hieraetus fasciatus ), skarven ( Phalacrocorax carbo ) og den hvide måge (Larus michahelis) ruger blandt klipperne, Mursejler og Alpesejler, klippespætmejse (Sitta neumayer), etc. Den eksisterende flora favoriserer også tilstedeværelsen af arter af familien Sylvidae, f.eks. den sardiske sanger (Sylvia melanocephala) og den sorte munk (Sylvia atricapilla). Undervandsfaunaen er også varieret med mange bund- og fiskearter. Forskellige arter af delfiner og nogle hvalarter kan ses i regionen, såsom almindelig delfin (Delphinus delphis), den stribede delfin (Stenella coeruleoalba), flaskenæsedelfinen (Tursiops truncatus), den langfinnede grindehval (Globicephala melas), kaskelothvalen (Physeter macrocephalus) og Småhovedet hval (Ziphius cavirostris).